# بيتر ك. سميث
بيتر ك. سميث (بالإنجليزية: Peter K. Smith)‏ هو عالم نفس بريطاني، ولد في 23 سبتمبر 1943.